# История Массачусетса
История современного штата Массачусетс начинается с начала XVII века, когда впервые английские поселенцы прибыли на эту землю, населённую различными индейскими племенами. Первое постоянное поселение основали Отцы-пилигримы в 1620 году, а в 1630 году началась более массовая миграция пуритан, которые создали колонию Массачусетс-Бей. Колония постепенно росла, устанавливая связи с Вест-Индией и европейскими странами. В 1684 году Массачусетская хартия была отозвана и по приказу короля в 1686 году образовался Доминион Новой Англии, но под влиянием английской Славной революции доминион был отменён и указом короля Вильгельма III была создана Провинция Массачусетс (1691). Эта мера только осложнила отношения колонистов с королевской властью, а затем и к протестам против британской политики с 1760-х и 1770-х годах. Протестные акции массачусетцев в 1774 году привели к конфликту, который перешёл в Американскую войну за независимость.
В XIX веке Новая Англия стала центром американской мануфактурной промышленности со множеством оружейных и текстильных фабрик. Новая Англия так же стала интеллектуальным центром страны и лидером аболиционистского движения. Спрингфилдский оружейный завод производил почти всё оружие для федеральной армии в годы Гражданской войны. После войны в Массачусетс хлынул поток мигрантов из Европы и Ближнего Востока, что способствовало развитию промышленности, и только в 1960-х годах промышленность начала смещаться в другие регионы, оставив в Массачусетсе руины фабрик. В конце XX века в Массачусетсе стали развиваться информационные технологии и биотехнологии, что привело к так называемому «Массачусетскому чуду» 1980-х годов.